# Kabupaten Maluku Tenggara
Kabupaten Maluku Tenggara är ett kabupaten i Indonesien.   Det ligger i provinsen Moluckerna, i den östra delen av landet, 2 900 km öster om huvudstaden Jakarta. Antalet invånare är 96 442. Kabupaten Maluku Tenggara ligger på ön Pulau Yamdena.